# Terremoto de Illapel de 1880
El Terremoto de Illapel de 1880 fue un sismo tipo terremoto registrado el día 15 de agosto de 1880 a las 09:23 horas (hora local). Tuvo una magnitud de 7,7 Mw y IX en la escala de Mercalli, catalogándose como uno de los más dañinos terremotos en Chile.
Fue percibido entre Chañaral y Chillán, es decir, entre la Región de Atacama, y el norte de la Región del Biobío, también se pudo percibir en la ciudad argentina de Mendoza y en Antofagasta. Las ciudades más afectadas fueron Illapel y La Ligua. Los temblores siguientes afectaron aún más las construcciones de las ciudades de todo el sector afectado.
En total murieron 25 personas, 708 heridos y 3.847 damnificados. En Illapel, el 73% de las estructuras sufrieron grandes daños, mientras que en La Ligua un 69% de las estructuras sufrió daños graves.